# Estación de Brañuelas
Brañuelas es una estación ferroviaria situada en la entidad local menor de Brañuelas, municipio español de Villagatón, en la provincia de León, comunidad autónoma de Castilla y León. Dispone de servicios de Larga y Media Distancia operados por Renfe.

## Situación ferroviaria
La estación se encuentra en el punto kilométrico 201,721 de la línea férrea de ancho ibérico que une León con La Coruña a 1052 metros de altitud, entre las estaciones de Porqueros y La Granja. El tramo es de vía única y está electrificado.

## Historia
La estación fue abierta al tráfico el 18 de enero de 1868 con la puesta en marcha del tramo Astorga-Brañuelas de la línea que pretendía unir Palencia con La Coruña. La Compañía de los Ferrocarriles del Noroeste de España constituía en 1862 fue la encargada de la construcción y explotación del trazado. En 1878, apremiada por el Estado para que concluyera sus proyectos en marcha, Noroeste se declaró en quiebra tras un intento de fusión con MZOV que no prosperó. Fue entonces cuando la estación pasó a manos de la Compañía de los Ferrocarriles de Asturias, Galicia y León creada para continuar con las obras iniciadas por Noroeste y gestionar sus líneas. Sin embargo la situación financiera de esta última también se volvió rápidamente delicada siendo absorbida por Norte en 1885. En 1941, la nacionalización del ferrocarril en España supone la desaparición de esta última y su integración en la recién creada RENFE. 
Desde el 31 de diciembre de 2004 Renfe Operadora explota la línea mientras que Adif es la titular de las instalaciones ferroviarias.

## La estación
En tiempos, de la estación partían diariamente trenes de carbón que se cargaban en la estación procedentes de las minas cercanas, y con destino a toda España. Además, fue un importante nudo ferroviario, pues era donde acababa la línea de Norte procedente de la meseta, hasta que se construyó el túnel del Lazo que permitía cruzar el paso del Manzanal y proseguir con la línea hacia Ponferrada y Galicia. A día de hoy aún mantiene una extensa playa de vías y aún son visibles, aunque en estado de abandono, varios cargaderos de carbón, testigos del mejor pasado que existió en esta estación.

### Museo del Ferrocarril
En agosto de 2017 se inauguró el Museo del Ferrocarril de Brañuelas, en uno de los edificios aledaños de la estación, con el objetivo de recuperar y promover el patrimonio ferroviario y minero de la localidad.

## Servicios ferroviarios

### Larga Distancia
Brañuelas dispone un servicio de Larga Distancia que la conecta con Madrid-Chamartín-Clara Campoamor de forma directa, operado como tren Intercity. Además, dispone de frecuencias adicionales hacia Madrid mediante enlace en León, combinando servicios de Media Distancia con otros trenes de Larga Distancia entre la capital provincial y la capital de España. Por otra parte, se ofrecen diferentes enlaces entre el Intercity Ponferrada - Madrid con otros trenes, que permiten ampliar la cobertura de destinos desde Brañuelas hasta ciudades como Santander, Vitoria o San Sebastián en la zona norte; Zaragoza y Barcelona hacia el nordeste; Valencia y Alicante en el Mediterráneo o Córdoba, Málaga y Sevilla en Andalucía, mediante transbordos en Palencia, Valladolid o Madrid.

### Media Distancia
Los servicios de Media Distancia de Renfe que tienen parada en la estación enlazan Brañuelas con las ciudades de León y Ponferrada. Dispone de tres servicios por sentido de lunes a viernes que se reducen a dos frecuencias de media por sentido los fines de semana, contando con un servicio adicional los viernes por la tarde entre León y Ponferrada, con regreso los domingos por la tarde hacia León y Valladolid.